# Bonde da Maromba
Bonde da Maromba, é uma canção single do Bonde da Stronda, lançado junto com o videoclipe no dia 17 de Dezembro  de 2012. Na canção Léo Stronda conta sobre sua paixão pelo esporte como seu estilo de vida, e valorização do fisiculturismo.

## Antecedente e lançamento
O videoclipe da canção conta com a participação da Musa Fitness Eva Andressa.
e dos atletas Diego Gil, Jardel Barros, Raphaela Milagres, Roberta Zuniga e Thuany Lauria. O Clipe foi gravado na academia X.G.Y.M. em Recreio dos Bandeirantes no Rio de Janeiro. A canção faz parte de um projeto que o Bonde da Stronda fez, onde cada integrante canta sobre seu hobbie.
Léo Stronda também é professor de malhação, e dar aulas e dicas de treinamento e dieta através de vídeo-aulas em seu canal do YouTube.
A música ganhou uma versão acústica gravada em Presidente Prudente com a participação de "MR Maromba" lançada em 23 de Fevereiro de 2013.

## Versões

### Faixas
| N.º | Título                             | Duração |  |
| 1.  | "Bonde da Maromba" (canção)        | 2:32    |  |
| 2.  | "Bonde da Maromba" (Vídeo musical) | 2:34    |  |

## Histórico de lançamento
| Região         | Data                   | Gravadora       | Formato          | Catálogo | Ref.   |
| -------------- | ---------------------- | --------------- | ---------------- | -------- | ------ |
| Brasil         | 17 de Dezembro de 2012 | Galerão Records | Download digital |          | [ 8 ]  |
| Estados Unidos | 17 de Dezembro de 2012 | Galerão Records | Download digital |          | [ 9 ]  |
| México         | 17 de Dezembro de 2012 | Galerão Records | Download digital |          | [ 10 ] |